# Seznam slovenskih planinskih društev
Seznam slovenskih planinskih društev (PD).

## A
PD Ajdovščina -

## B
PD Bled -
PD Srednja vas v Bohinju -
PD Bohor- Senovo -
PD Bovec -
PD Brda -
PD Brežice -

## C
PD Celje matica  -
PD Cerkno -

## Č
PD Črnomelj -
PD Črnuče -

## D
PD Domžale -
PD Dovje- Mojstrana -
PD Dravograd -
PD Dol pri Hrastniku -

## G
PD Gorenja vas -
PD Gorje -
PD Gornji Grad -
PD Gozd Martuljk -

## I
PD Idrija -
PD-Snežnik Ilirska Bistrica -
PD Integral -
PD-Iskra-Ljubljana -

## J
PD-Javornik Črni vrh nad Idrijo -
PD-Javornik Koroška Bela -
PD Jesenice -

## K
PD Kamnik -
PD Kočevje -
PD Koper -
PD Kranj -
PD »Iskra« Kranj  -
PD Kranjska gora -
PD Križe -
PD Kum -

## L
PD Lisca -
PD Ljubljana matica  -
PD Ljubno ob Savinji -
PD Luče -

## M
PD Maribor matica  Arhivirano 2008-04-05 na Wayback Machine. -
PD Medvode -
PD Mežica -
PD Mozirje -

## N
PD Nova Gorica  -
PD Novo mesto -

## O
PD Obrtnik -

## P
PD Podbrdo -
PD Podpeč-Preserje -
PD Poljčane -
PD Polzela -
PD Postojna -
PD Pošte in Telekoma Celje -
PD Pošte in Telekoma Ljubljana  -
PD Pošte in Telekoma Maribor -
PD Prebold -
PD Prevalje -

## R
PD Radeče -
PD Radlje ob Dravi -
PD Ribnica na Dolenjskem -
PD Rimske toplice -
PD-Sloga Rogatec -
PD Rovte -

## S
PD Sežana -
PD »Paloma« Sladki vrh -
PD Slivnica pri Celju -
PD Slovenj Gradec - 
PD Solčava -
PD Sovodenj -

## Š
PD Šoštanj - PD Šentvid pri Stični -
PD Škofja Loka -

## T
PD Tolmin -
PD Trbovlje -
PD Tržič -
Slovensko PD Trst  -

## V
PD Velenje  Arhivirano 2005-09-01 na Wayback Machine. -
PD Vipava -
PD Vuzenica -

## Z
PD Zabukovica -
PD Zagorje ob Savi 

## Ž
PD Žirovnica  -